# Villeneuve-Saint-Salves
Villeneuve-Saint-Salves is een gemeente in het Franse departement Yonne (regio Bourgogne-Franche-Comté) en telt 246 inwoners (1999). De plaats maakt deel uit van het arrondissement Auxerre.

## Geografie
De oppervlakte van Villeneuve-Saint-Salves bedraagt 6,9 km², de bevolkingsdichtheid is 35,7 inwoners per km².
De onderstaande kaart toont de ligging van Villeneuve-Saint-Salves met de belangrijkste infrastructuur en aangrenzende gemeenten.

## Demografie
Onderstaande figuur toont het verloop van het inwonertal (bron: INSEE-tellingen).